# The Christmas Spirit
The Christmas Spirit es un álbum del cantante country Johnny Cash lanzado el año 1963 bajo la disquera Columbia Records, este CD consta de 12 canciones de las cuales 8 de ellas son de otros compositores como "Blue Christmas" "Silent Night" y "Little Drummer Boy".

## Canciones
1. The Christmas Spirit
2. I Heard the Bells on Christmas Day
3. Blue Christmas
4. The Gifts They Gave
5. Here Was a Man
6. Christmas as I Knew It
7. Silent Night
8. The Little Drummer Boy
9. Ringing the Bells for Jim
10. We Are the Shepherds
11. Who Kept the Sheep
12. Ballad of the Harp Weaver

## Personal
- Johnny Cash - Vocalista
- Luther Perkins - Guitarra
- Grady Martin - Guitarra
- Jack Clement - Guitarra
- Marshall Grant - Bajo
- W.S. Holland - Percusión
- Hargus Pig Robbins - órgano y Piano
- Bill Pursell - órgano y Piano
- Maybelle Carter - Auto arpa
- Anita Kerr - órgano
- Bob Johnson - Flauta

## Posicionamiento
Álbum - Billboard (América del Norte)
| Año  | Tabla     | Posición |
| ---- | --------- | -------- |
| 1963 | álbum Pop | 7        |

Canciones - Billboard (América del Norte)
| año  | Canción                  | Tabla             | Posición |
| ---- | ------------------------ | ----------------- | -------- |
| 1959 | "The Little Drummer Boy" | Canciones Country | 24       |
| 1959 | "The Little Drummer Boy" | Canciones Country | 63       |

## Enlaces
Puedes ir a Wikipedia en inglés si necesitas más información.
- Datos: Q1747957